# 자하 하디드

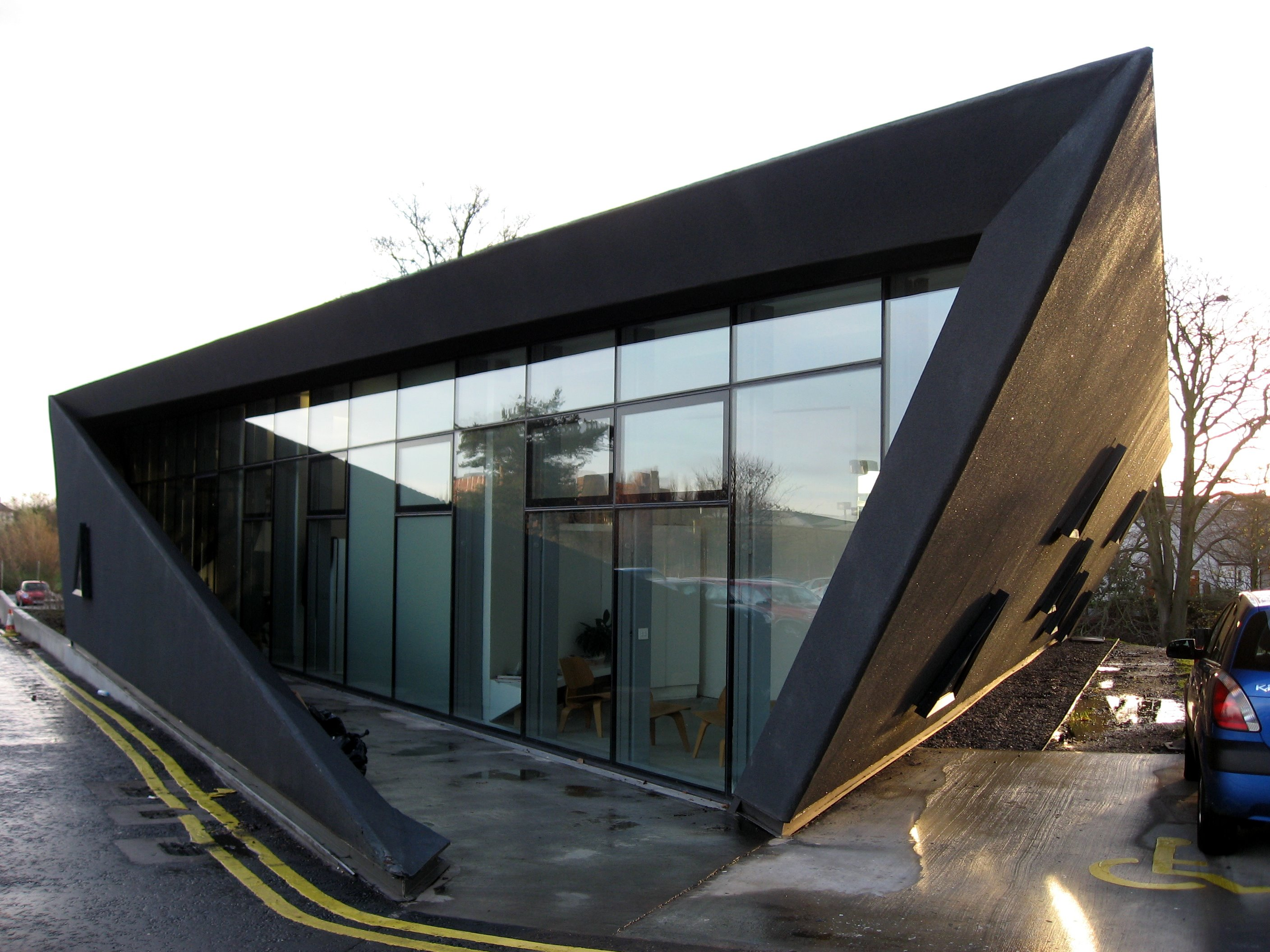
영국 커칼디의 매기스 센터

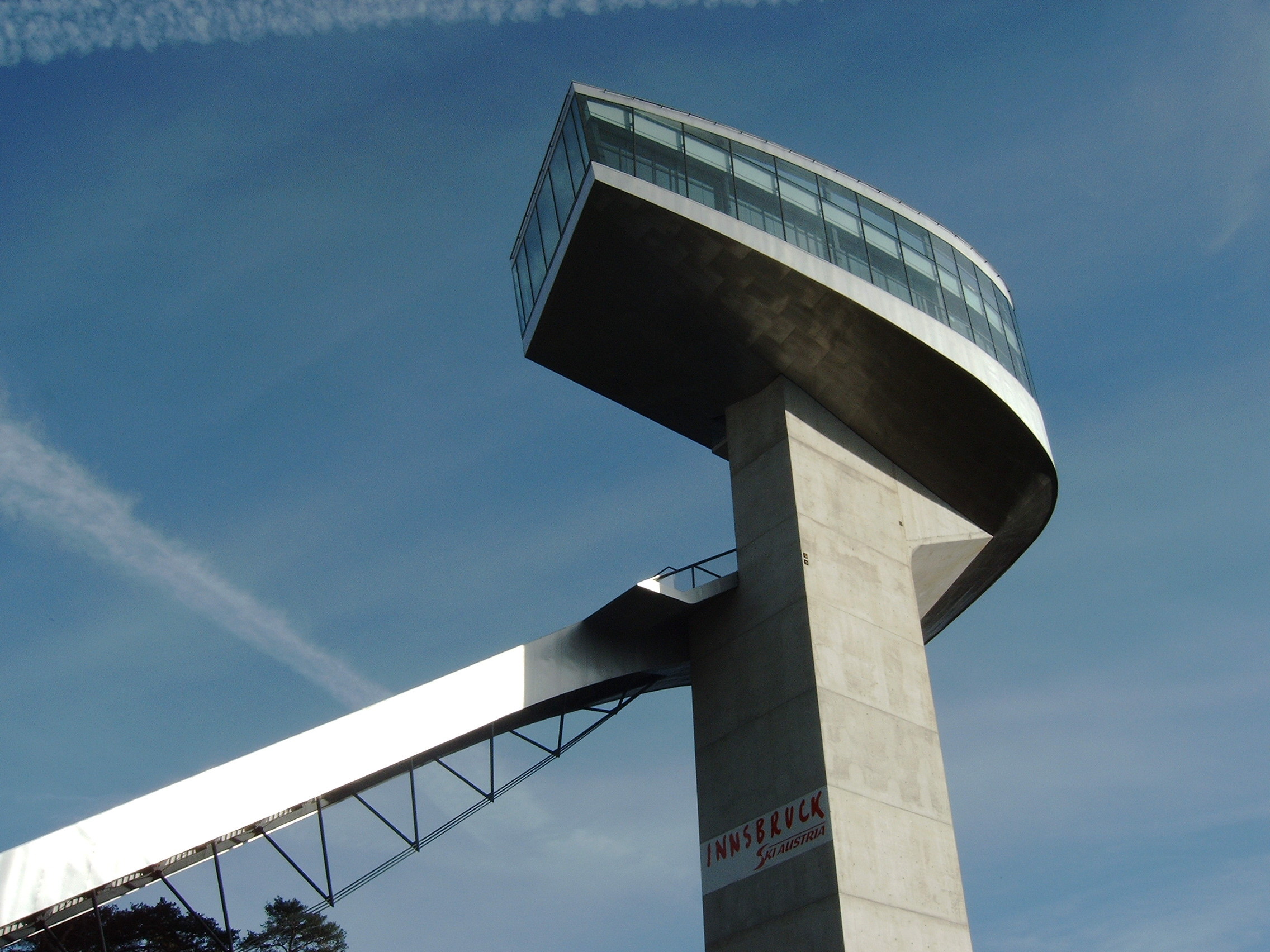
오스트리아 인스부르크의 베르크이젤 스키점프대

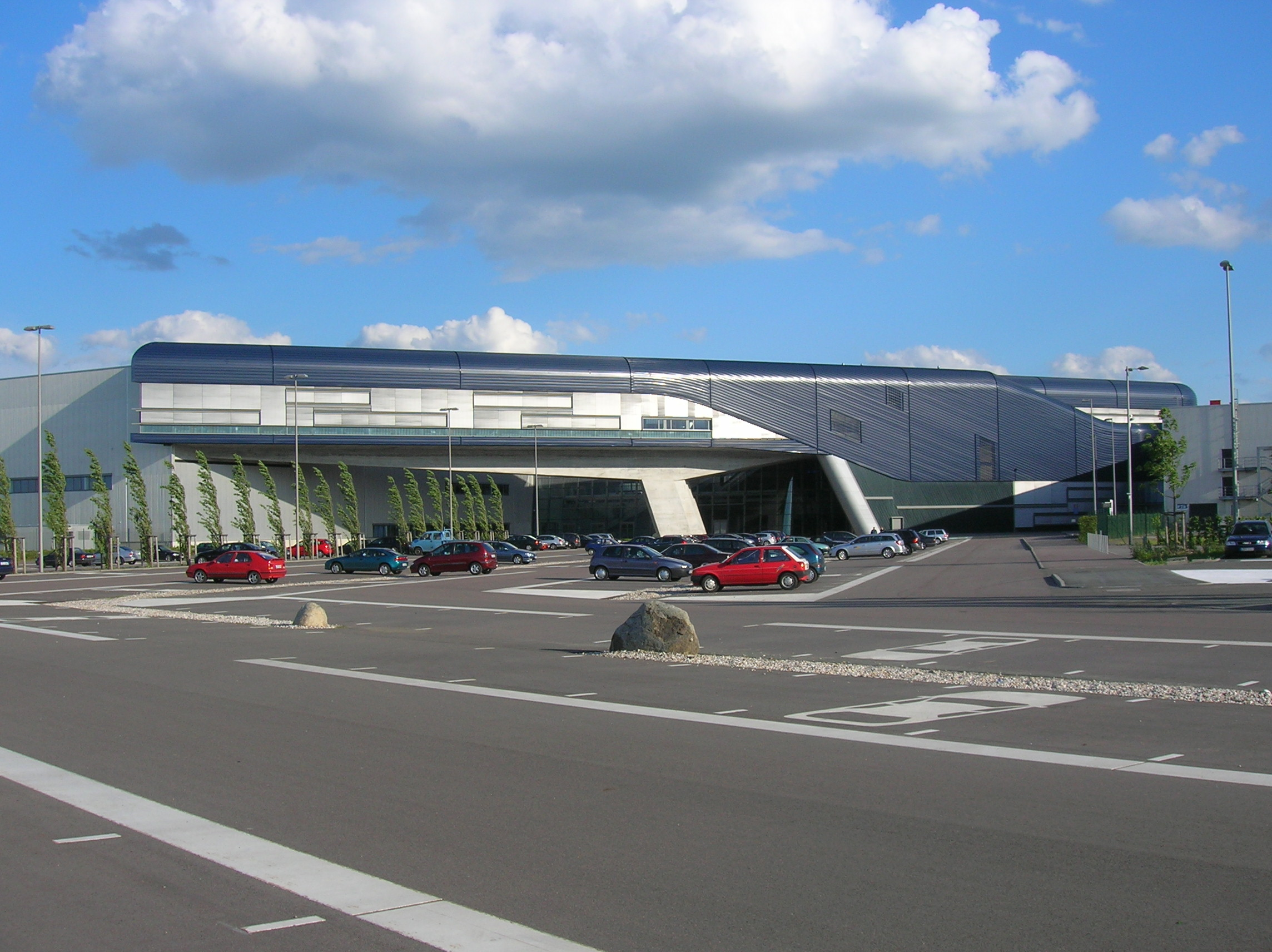
독일 라이프치히의 BMW 센트럴 빌딩

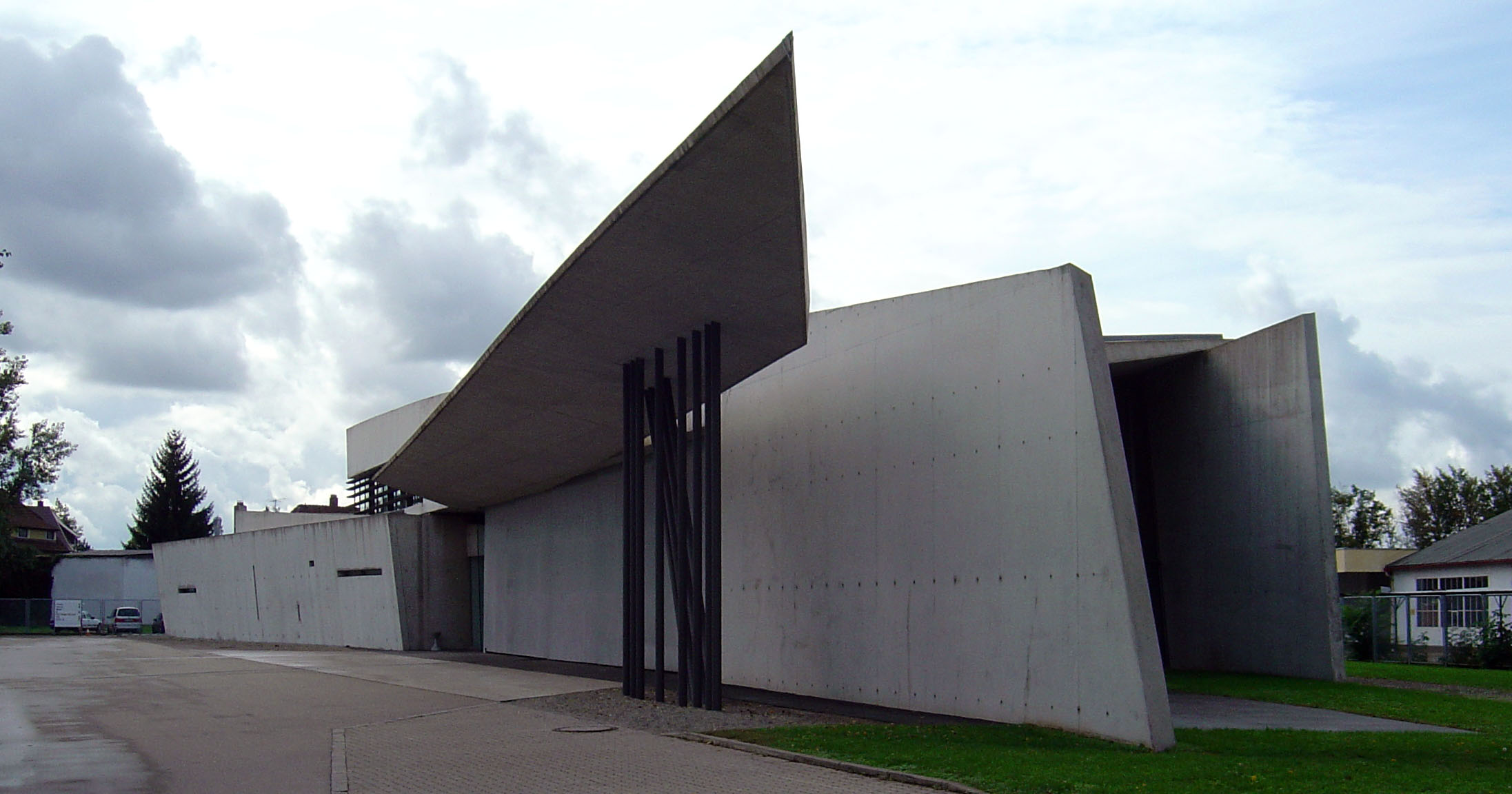
독일 바일 암 라인의 비트라 소방서

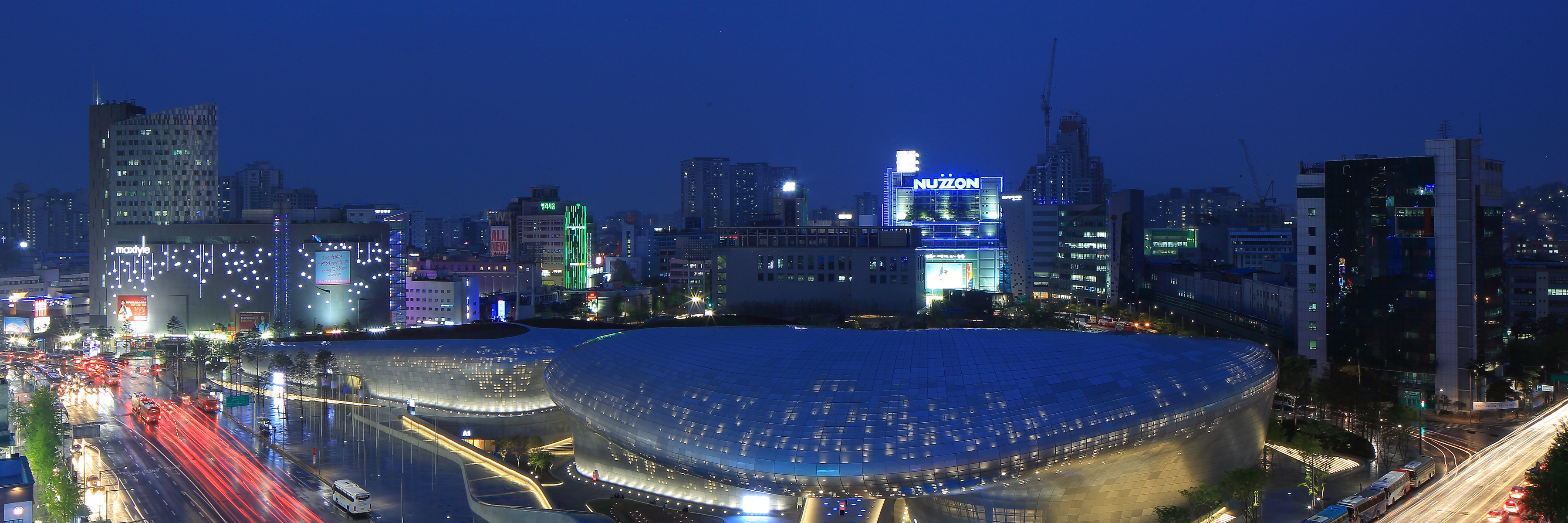
대한민국 서울특별시의 동대문 디자인 플라자

자하 하디드(아랍어:  زها حديد, 영어: Dame Zaha Hadid, DBE, 1950년 10월 31일 ~ 2016년 3월 31일)는 이라크에서 태어난 영국의 건축가이다. 본인의 의사와 관계 없이 해체주의 건축으로 유명하다.

## 약력
자하 하디드는 이라크 바그다드에서 태어났다. 아메리칸 대학교 베이루트(American University of Beirut)에서 수학 전공으로 학위를 받았다. 이후 런던에 있는 영국 건축협회 건축학교(AA School of Architecture)를 다녔다. 졸업 후 OMA에서 스승이었던 렘 콜하스 밑에서 일했다. 렘 콜하스의 소개로 당대 유명했던 아일랜드의 건축가 피터 라이스(Peter Rice)의 조언을 얻기도 한다. 1977년 파트너로 승진하였고, 1980년에는 런던에 독립 건축 사무소를 차렸다.
1980년대에 그녀는 영국 건축협회 건축학교에서 건축을 가르쳤으며, 이외에 하버드 디자인대학원의 단게 겐조 석좌교수(Kenzo Tange Chair), 일리노이 대학교 시카고 건축학부에서 설리번 석좌교수(Sullivan Chair), 빈 응용예술대학교 교수 등을 역임하며 여러 교육기관에서 교육자로 활동하기도 했다. 또한 예일 대학교와 독일 함부르크 조형예술대학(Hochschule für bildende Künste Hamburg)에서 방문교수로 일했고, 미국 오하이오에 있는 놀턴 건축학교(Knowlton School of Architecture)와 컬럼비아 대학교의 마스터스 스튜디오에서도 학생들을 가르치기도 하였다. 자하 하디드는 미국 인문학회(American Academy of Arts and Letters)의 명예 회원, 미국 건축원(American Institute of Architects)의 명예 펠로이기도 했다.
자하 하디드는 여러 국제 건축 공모의 입상자이면서 건축 이론적으로도 영향력 있는 인물이다. 기존에 존재하지 않았던 특이한 건물을 짓는 것으로 알려져 있는데, 홍콩의 피크 클럽(Peak Club, 1983년), 웨일스의 카디프 베이 오페라 하우스(1994년)가 좋은 예다. 2002년 자하 하디드는 싱가포르의 원노스(one-north) 비즈니스 파크 개발 계획 국제 공모에서 입상하였고, 2005년 스위스 바젤의 새로운 카지노 건축 공모에서 입상하였다. 2004년 자하 하디드는 프리츠커상을 받은 최초의 여성 건축가가 되었다. 그녀는 브리태니커 백과사전의 편집 위원이기도 했다.
2006년 자하 하디드는 뉴욕 솔로몬 R. 구겐하임 미술관에서 회고전을 열었고, 같은 해 모교인 아메리칸 대학교 베이루트에서 명예 학위를 받기도 하였다.
2007년에 한국의 동대문운동장 터에 조성된 동대문 디자인 플라자의 지명 초청 설계 경기에 "환유의 풍경"(Metonymic Landscape)이라는 이름으로 당선되었고, 자하 하디드가 디자인한 동대문 디자인 플라자(DDP)는 2009년 4월 28일 착공 후 2014년 3월 21일에 개관하였다.
2016년 3월 31일, 미국 마이애미의 병원에서 심정지로 사망했다.

## 작품
자하 하디드의 초창기 작품은 대부분 개념적인(conceptual) 작품이다. 실제로 건축된 작품은 대략 다음과 같다:
- 비트라 소방서 (1994년), 독일 바일 암 라인
- 로젠탈 현대 미술 센터 (1998년), 미국 신시내티
- 호엔하임-노스 테르미누스 & 주차장 (2001년), 프랑스 스트라스부르
- 베르크이젤 스키 점프대 (2002년), 오스트리아 인스브루크
- 파에노 과학 센터 (2005년), 독일 볼프스부르그
- 오르드럽가르드 부속 건물 (2005년), 덴마크 코펜하겐
- BMW 센트럴 빌딩 (2005년), 독일 라이프치히
- 매기스 센터 (2006년), 스코틀랜드 커칼디
- Hungerburgbahn (2007년), 오스트리아 인스브루크
- 글래스고 교통 박물관 확장 (Riverside Museum, 2007년 ~ 2011년), 스코틀랜드 글래스고
- 동대문 디자인 플라자 (2009년 ~ 2014년), 대한민국 서울

## 전시회
- 1978년 – 솔로몬 R. 구겐하임 미술관
- 1983년 – 런던 건축협회 회고전(Retrospective at the Architectural Association)
- 1985년 – 도쿄 GA 갤러리
- 1988년 – 샌프란시스코 현대미술관(SFMoMA) 해체주의 건축가 전시회
- 1995년 – 하버드 대학교 디자인대학원
- 1997년 – 샌프란시스코 현대미술관(SFMoMA)
- 2000년 – 베네치아 비엔날레 영국관
- 2001년 – 볼프스부르그 쿤스트뮤지움(Kunstmuseum Wolfsburg)
- 2002년 – 로마 국립 현대미술센터(Centro nazionale per le arti contemporanee)
- 2003년 – 빈 응용미술관
- 2006년 – 솔로몬 R. 구겐하임 미술관 회고전
- 2006년 – 뉴욕 막스 프로테치 갤러리(Ma10 Mx Protetch Gallery, Chelsea, NYC)
- 2007년 – 런던 디자인 박물관
- 2011년 ~ 2012년 – 필라델피아 미술관
- 2012년 – 런던 데이비드 길 갤러리(David Gill Gallery)
- 2013년 – 덴마크 건축 센터(Danish Architecture Centre)
- 2015년 – 예르미타시 미술관

## 필름과 비디오
- 〈자하 하디드와의 하루(A day with Zaha Hadid)〉, 2004년, 52분. 컬러., 마이클 블랙우드 프로덕션즈(Michael Blackwood Productions)

## 상훈

### 수상
- 2003년 유럽 연합 현대 건축가상(European Union Prize for Contemporary Architecture)
- 2004년 프리츠커상
- 2007년 토머스 제퍼슨 메달(Thomas Jefferson Medal in Architecture)

### 서훈
- 2002년 대영 제국 훈장 3등급(CBE)[4]
- 2012년 대영 제국 훈장 2등급(DBE, 작위급 훈장)[5]